# Ascotis albescens
Ascotis albescens är en fjärilsart som beskrevs av W. Warren 1896. Ascotis albescens ingår i släktet Ascotis och familjen mätare. Inga underarter finns listade i Catalogue of Life.